# Braç d'Orió

Estructura de la Via Làctia: en el diagrama, el Braç d'Orió està identificat com a braç local. El punt groc és la posició del sistema solar

El Braç d'Orió és un braç menor de la nostra galàxia, la Via Làctia, on està situat el sistema solar i la Terra. També és conegut com el Braç local. El seu nom és degut al fet que el punt del braç més intens es troba en la direcció de la constel·lació d'Orió, entre el braç de Sagitari i el de Perseu, els dos braços més grans de la nostra galàxia. El nostre sistema solar es troba prop de la vora interna de la bombolla local, aproximadament a 8.000 parsecs (25.000 anys llum del centre galàctic).

## Objectes
El Braç d'Orió conté un gran nombre d'objectes de Messier
- M6, cúmul de la Papallona;
- M7, cúmul obert;
- M23, cúmul obert;
- M25, cúmul obert;
- M27, la nebulosa Dumbbell;
- M29, cúmul obert;
- M34, cúmul obert;
- M35, cúmul obert;
- M39, cúmul obert;
- M40, estrella doble;
- M41, cúmul obert;
- M42, la nebulosa d'Orió
- M43, part de la nebulosa d'Orió;
- M44, cúmul del Pessebre;
- M45, les Plèiades;
- M46, cúmul obert;
- M47, cúmul obert;
- M48, cúmul obert;
- M50, cúmul obert;
- M57, la nebulosa de l'Anell;
- M67, cúmul obert;
- M73, asterisme;
- M76, petita nebulosa Dumbbell;
- M78, nebulosa difusa;
- M93, cúmul obert;
- M97, la nebulosa del Mussol;

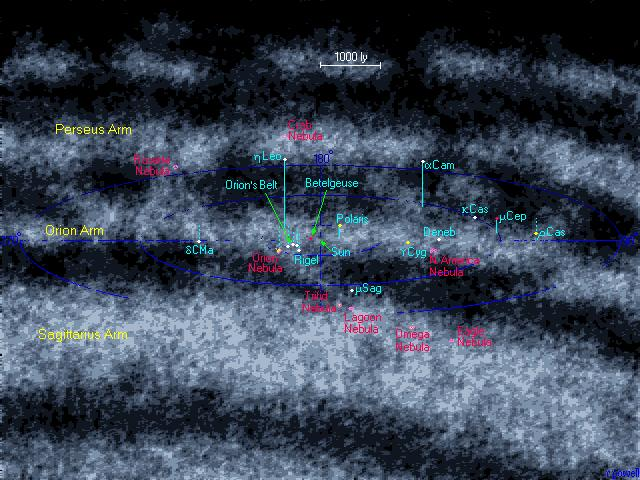
Reconstrucció del Braç d'Orió amb la posició d'alguns objectes (en anglès)

- NGC 2264, la nebulosa de la Roseta.